# Doha Diamond League 2013
Il Doha Diamond League 2013 è stato la 15ª edizione dell'annuale meeting di atletica leggera, tappa inaugurale del circuito Diamond League 2013. Le competizioni hanno avuto luogo presso lo Stadio Qatar SC di Doha, il 10 maggio 2013.

## Programma
Il meeting ha visto lo svolgimento di 16 specialità, 10 maschili e 7 femminili, tutte valide per la Diamond League. Oltre a queste, erano inserite in programma una serie ulteriore degli 800 metri piani maschili e dei 100 metri piani maschili più la gara dei 1500 metri piani maschili.
| #  | Orario | Specialità             |
| -- | ------ | ---------------------- |
| 1  | 17:35  | Getto del peso         |
| 2  | 18:10  | Salto con l'asta       |
| 3  | 18:25  | 800 metri piani        |
| 4  | 18:40  | Salto in alto          |
| 5  | 19:40  | 100 metri piani        |
| 6  | 19:04  | 400 metri ostacoli     |
| 7  | 19:15  | Lancio del giavellotto |
| 8  | 19:27  | 800 metri piani        |
| 9  | 19:35  | Salto triplo           |
| 10 | 19:45  | 1500 metri piani       |
| 11 | 20:27  | 100 metri piani        |
| 12 | 20:45  | 3000 metri piani       |

| # | Orario | Specialità         |
| - | ------ | ------------------ |
| 1 | 17:25  | Lancio del disco   |
| 2 | 17:30  | Salto in lungo     |
| 3 | 19:14  | 1500 metri piani   |
| 4 | 19:38  | 200 metri piani    |
| 5 | 20:00  | 100 metri ostacoli |
| 6 | 20:08  | 3000 metri siepi   |
| 7 | 20:37  | 400 metri piani    |

     Specialità valide per la Diamond League

## Risultati
Di seguito i primi tre classificati di ogni specialità.

### Uomini
| Specialità             | 1º classificato        | Prestazione | 2º classificato    | Prestazione | 3º classificato     | Prestazione |
| 100 metri              | Justin Gatlin          | 9"97        | Mike Rodgers       | 9"99        | Nesta Carter        | 9"99        |
| 100 metri (serie 2)    | Rakieem Salaam         | 10"06       | Jeff Demps         | 10"16       | Justyn Warner       | 10"16       |
| 800 metri              | David Rudisha          | 1'43"87     | Mohammed Aman      | 1'44"21     | Job Kinyor          | 1'44"24     |
| 800 metri (serie 2)    | Amine El Manaoui       | 1'46"05     | Tyler Mulder       | 1'46"29     | Abraham Kiplagat    | 1'47"08     |
| 1500 metri             | Asbel Kiprop           | 3'31"13     | Bethwell Birgen    | 3'31"90     | Ayanleh Souleiman   | 3'32"59     |
| 3000 metri             | Hagos Gebrhiwet        | 7'30"36     | Thomas Longosiwa   | 7'32"01     | Yenew Alamirew      | 7'32"64     |
| 400 metri ostacoli     | Michael Tinsley        | 48"92       | Bershawn Jackson   | 49"12       | Cornel Fredericks   | 49"35       |
| Salto triplo           | Christian Taylor       | 17,25 m     | Benjamin Compaoré  | 17,06 m     | Aleksej Fëdorov     | 16,85 m     |
| Salto in alto          | Bohdan Bondarenko      | 2,33 m      | Mutaz Essa Barshim | 2,30 m      | Aleksandr Šustov    | 2,27 m      |
| Salto con l'asta       | Konstadínos Filippídis | 5,82 m      | Malte Mohr         | 5,82 m =    | Raphael Holzdeppe   | 5,70 m      |
| Getto del peso         | Ryan Whiting           | 22,28 m     | Germán Lauro       | 21,26 m     | Reese Hoffa         | 21,01 m     |
| Lancio del giavellotto | Vítězslav Veselý       | 85,09 m     | Tero Pitkämäki     | 82,18 m     | Andreas Thorkildsen | 81,51 m     |

     Atleti al primo posto nella classifica di specialità.
     Prestazione che stabilisce il nuovo record del meeting.

### Donne
| Specialità         | 1ª classificata         | Prestazione | 2ª classificata   | Prestazione | 3ª classificata    | Prestazione |
| 200 metri          | Shelly-Ann Fraser-Pryce | 22"48       | Sherone Simpson   | 22"73       | Myriam Soumaré     | 22"81       |
| 400 metri          | Amantle Montsho         | 49"88       | Allyson Felix     | 50"19       | Christine Ohuruogu | 50"53       |
| 1500 metri         | Abeba Aregawi           | 3'56"60     | Faith Kipyegon    | 3'56"98     | Genzebe Dibaba     | 3'57"54     |
| 100 metri ostacoli | Dawn Harper-Nelson      | 12"60       | Kellie Wells      | 12"73       | Queen Harrison     | 12"74       |
| 3000 metri siepi   | Lidya Chepkurui         | 9'13"75     | Sofia Assefa      | 9'14"61     | Hiwot Ayalew       | 9'17"60     |
| Salto in lungo     | Brittney Reese          | 7,25 m      | Blessing Okagbare | 7,14 m      | Janay DeLoach      | 7"08        |
| Lancio del disco   | Sandra Perković         | 68,23 m     | Zinaida Sendriūtė | 63,92 m     | Anna Rüh           | 63,01 m     |

     Atlete al primo posto nella classifica di specialità.
     Prestazione che stabilisce il nuovo record del meeting.